# A Beautiful Day - You Were Never Really Here
A Beautiful Day - You Were Never Really Here (You Were Never Really Here) è un film del 2017 scritto e diretto da Lynne Ramsay, basato sul libro Non sei mai stato qui di Jonathan Ames e interpretato da Joaquin Phoenix.

## Trama
Joe è un veterano di guerra che soffre dei traumi subiti durante l'infanzia e che cerca di salvare alcune giovanissime donne costrette a prostituirsi, usando metodi brutali contro i rapitori. Quando rincasa, si prende cura dell'anziana madre. Joe ha continuamente dei flashback sugli abusi che lui e sua madre hanno subito dal suo violento padre e sul suo passato brutale nell'esercito e nell'FBI, venendo turbato da pensieri suicidi.
Mentre rincasa, una notte, Joe viene visto da Moises, il figlio di Angel, uomo che fa da intermediario tra Joe e il suo conduttore John McCleary. Joe dice a McCleary che Angel conosce il suo indirizzo e che quindi potrebbe rappresentare un rischio per la sicurezza. McCleary dà a Joe un nuovo lavoro: un senatore dello Stato di New York, Albert Votto, ha offerto una grossa somma di denaro per salvare con discrezione la sua giovanissima figlia rapita, Nina. L'uomo dà a Joe l'indirizzo di un bordello per ricchi clienti. Joe si reca al bordello, uccide diverse guardie e alcuni clienti, salvando la ragazzina.
Mentre i due aspettano in una stanza d'albergo per incontrare Votto, la TV riporta la notizia che il senatore si è suicidato; nel frattempo alcuni agenti di polizia accedono alla stanza con l'aiuto del commesso, uccidendo poi l'impiegato e prendendo Nina. Uno degli agenti tenta di uccidere Joe, ma Joe lo neutralizza e fugge. L'uomo scopre che alcuni agenti del governo hanno ucciso McCleary, Angel e Moises, cercando di conoscere il suo indirizzo. Quando rincasa, scopre che due agenti hanno ucciso sua madre e lo stanno aspettando. Ne uccide uno e ferisce mortalmente l'altro, il quale rivela che il governatore Williams sta dirigendo le autorità per coprire il traffico e che Nina è "la sua preferita".
Joe dà a sua madre una sepoltura nell'acqua, si carica le tasche con alcune pietre e si immerge a sua volta con l'intento di uccidersi, ma ha una visione di Nina e nuota di nuovo in superficie. Joe segue Williams sino alla sua casa di campagna, elimina gli uomini della scorta e scopre il senatore morto, con la gola tagliata. In cucina trova Nina con un rasoio insanguinato. Più tardi, mentre i due mangiano in un ristorante, Joe ha una violenta fantasia suicida e sviene. Nina lo sveglia dicendogli "È una bella giornata". Lui è d'accordo e i due se ne vanno insieme.

## Distribuzione
Il film è stato presentato in anteprima e in concorso alla 70ª edizione del Festival di Cannes il 27 maggio 2017.

## Riconoscimenti
- 2017 - Festival di Cannes
  - Prix du scénario
  - Prix d'interprétation masculine a Joaquin Phoenix[2]
  - In competizione per la Palma d'oro
- 2017 - Noir in Festival
  - Premio speciale della giuria[3]
  - In competizione per il Leone Nero[4]
- 2018 - British Independent Film Awards[5]
  - Migliori musiche a Jonny Greenwood
  - Miglior suono a Paul Davies
  - Candidatura per il miglior film indipendente britannico
  - Candidatura per il miglior regista a Lynne Ramsay
  - Candidatura per il miglior attore a Joaquin Phoenix
  - Candidatura per la miglior sceneggiatura a Lynne Ramsay
  - Candidatura per il miglior casting a Avy Kaufman
  - Candidatura per la miglior fotografia a Tom Townend
  - Candidatura per il miglior montaggio a Joe Bini
- 2018 - National Board of Review[6]
  - Migliori dieci film indipendenti
- 2019 - British Academy Film Awards
  - Candidatura al miglior film britannico